# Даут-Каюпово
Даут-Каюпово (баш. Дауыт-Ҡайып) — деревня в Кугарчинском районе Башкортостана, входит в состав Тляумбетовского сельсовета.

## Географическое положение
Расстояние до:
- районного центра (Мраково): 54 км,
- центра сельсовета (Тляумбетово): 12 км,
- ближайшей ж/д станции (Мелеуз): 80 км.

## Население
| 2002 | 2009 | 2010 |
| ---- | ---- | ---- |
| 187  | ↘178 | ↘141 |

Национальный состав
Согласно переписи 2002 года, преобладающая национальность — башкиры (98 %).

## Религия
В деревне есть мечеть.

## Известные уроженцы
- Янбеков, Венер Ахметович (14 сентября 1938 — 28 ноября 2014) — советский и российский башкирский поэт и журналист, член Союза журналистов РФ и РБ[5].
- Янбеков, Рамиль Ахметович (10 августа 1952 — 11 января 2017) — башкирский поэт, публицист, общественный деятель, заслуженный работник культуры Республики Башкортостан (2002)[6].